# Maison de Jean Macé
Pour les articles homonymes, voir Jean Macé (homonymie).
La maison de Jean Macé est un édifice situé à Caen, dans le département français du Calvados, en France. Elle est inscrite au titre des monuments historiques.

## Localisation
Le monument est situé dans le centre-ville ancien de Caen, au no 9 rue de la Monnaie, et possède désormais un accès depuis la place Pierre-Bouchard.

## Historique
La construction de l'édifice est datée de la fin du XVe siècle et du XVIe siècle. L'imprimeur et libraire Jean Macé l'occupe au début du XVIe siècle. Jean Macé fait bâtir plusieurs bâtiments et cet espace prend le nom de cour des imprimeurs.
Les bombardements de la bataille de Normandie avec la destruction de l'angle sud-est de la cour ouvre la cour sur la place Pierre-Bouchard créée lors de la reconstruction de Caen.
Les façades et les toitures de la maison sont inscrites au titre des Monuments historiques depuis le 9 avril 1954.
Une peinture murale est retrouvée dans le salon du premier étage du 9 rue de la Monnaie en mars 2006.
À la suite de cette découverte de nouveaux arrêtés de protection sont pris, les façades et les toitures de la maison sont inscrites au titre des Monuments historiques depuis le 12 avril 2007. La peinture murale du salon et son support sont pour leur part classés le même jour.

## Architecture et description
La maison est en pierre de Caen et possède des fenêtres à meneaux. Comme dans beaucoup d'autres bâtiments du vieux Caen, la tour accueillant l'escalier est surmontée d'une chambre haute supportée par une trompe.
La fresque, très rare, fait 1,20 m2 et représente une allégorie des pèlerinages selon la tradition de Guillaume de Digulleville. Deux pèlerins au centre regardent chacun en direction opposée vers deux allégories féminines représentant deux fileuses (vertu du travail et patience). Au premier plan, un chien est allongé, la tête tournée vers la fileuse de gauche. A droite du second pèlerin, se trouve un arbre de vie. Cette scène est à rattacher au développement des récits de voyage allégorique à visée édifiante et didactique, dans la France des XIVe et XVe siècles.